# George Hill (patinage artistique)
Pour les articles homonymes, voir Hill et George Hill.
George Edward Bellows Hill, né le 24 avril 1907 à Boston (Massachusetts) et mort le 17 septembre 2002 à Kentfield (Californie), est un patineur artistique américain qui a participé à des compétitions en individuel et en couple artistique. Il est quadruple champion des États-Unis en 1933, 1935, 1936 et 1937 en couple artistique avec sa partenaire Maribel Vinson.

## Biographie

### Carrière sportive
En tant que patineur individuel, il participe aux mondiaux de 1931 à Berlin et aux Jeux olympiques d'hiver de 1936 à Garmisch-Partenkirchen.
En tant que patineur en couple, il est champion national des États-Unis en 1933, 1935, 1936 et 1937 avec sa partenaire Maribel Vinson, champion nord-américain en 1935 à Montréal, et participe aux mondiaux de 1931 à Berlin, aux mondiaux de 1936 à Paris et aux Jeux olympiques d'hiver de 1936 à Garmisch-Partenkirchen.
Il arrête les compétitions en 1937.

## Palmarès
Avec sa partenaire Maribel Vinson en couple artistique
| Compétitions en individuel      | 1930 | 1931 | 1932 | 1933 | 1934 | 1935 | 1936 | 1937 |  |  |  |  |  |  |  |  |
| Jeux olympiques d'hiver         |      |      |      |      |      |      | 22e  |      |  |  |  |  |  |  |  |  |
| Championnats du monde           |      | 11e  |      |      |      |      |      |      |  |  |  |  |  |  |  |  |
| Championnats d'Amérique du Nord |      |      |      |      |      | 6e   |      |      |  |  |  |  |  |  |  |  |
| Championnats des États-Unis     | 3e   | 3e   |      |      | 3e   | 4e   | 3e   |      |  |  |  |  |  |  |  |  |
|                                 |      |      |      |      |      |      |      |      |  |  |  |  |  |  |  |  |
| Compétitions en couple          | 1930 | 1931 | 1932 | 1933 | 1934 | 1935 | 1936 | 1937 |  |  |  |  |  |  |  |  |
| Jeux olympiques d'hiver         |      |      |      |      |      |      | 5e   |      |  |  |  |  |  |  |  |  |
| Championnats du monde           |      | 5e   |      |      |      |      | 5e   |      |  |  |  |  |  |  |  |  |
| Championnats d'Amérique du Nord |      |      |      | F    |      | 1er  |      | 2e   |  |  |  |  |  |  |  |  |
| Championnats des États-Unis     | 2e   | 2e   | 2e   | 1er  | F    | 1er  | 1er  | 1er  |  |  |  |  |  |  |  |  |
| Légende : F = Forfait           |      |      |      |      |      |      |      |      |  |  |  |  |  |  |  |  |